# Metaplagia brevicornis
Metaplagia brevicornis är en tvåvingeart som beskrevs av Brooks 1945. Metaplagia brevicornis ingår i släktet Metaplagia och familjen parasitflugor. Inga underarter finns listade i Catalogue of Life.